# Fünfzehner Rat (Straßburg)
Der Fünfzehner Rat, auch Fünfzehnerwörth genannt, war ein Ratsgremium der freien Reichsstadt Straßburg im Heiligen Römischen Reich.

## Regierung von Straßburg im Mittelalter
Als freie Reichsstadt hatte Straßburg nur den Kaiser über sich, keinen Adligen, und musste sich darum selbst verwalten. Die Regierung, der Magistrat, bestand aus sechs gewählten „Bürgermeistern“ (Ammeister und Stettmeister). Der Ammeister war bürgerlich und wurde auf ein Jahr gewählt, die fünf Stettmeister waren adlig und wurden auf zwei Jahre gewählt. Unterstützt wurde die Regierung durch drei Räte: den Rat der XIII mit 13 Mitgliedern, den Rat der XV mit 15 Mitgliedern und den Rat der XXI, ursprünglich mit 21 Mitgliedern, später wesentlich mehr. Der Rat der XIII war für Militär und Außenbeziehungen zuständig, der Rat der XV für wirtschaftliche Belange und der Rat der XXI befasste sich mit allen Themen. Nach 1681, als Straßburg französisch geworden war, bestand der Rat der XXI nur noch aus wenigen Mitgliedern, folgte den Sitzungen der anderen Räte und diente als Nachwuchsschule für die Verwaltung.
Der Rat der XV hatte pro Handwerk (Zunft) ein Mitglied, wie Bauhandwerk, Holzverarbeitung, Salzhandel, Getreideanbau und Handel und mehr. Der Vater von Lienhardt Baldner z. B. war im Rat für die Fischerei zuständig. Die Zünfte hatten die Macht in der Stadt durch ihre wirtschaftliche Bedeutung.  Der Rat der XV umfasste 5 Adlige und 10 Bürgerliche, die auf Lebenszeit gewählt wurden. Dadurch hatte der Rat eine große Unabhängigkeit von der aktuellen politischen Situation.
Die Aufteilung der Macht in kurzfristige und langfristige Gewählte sollte eine Situation wie z. B. in Florenz verhindern, wo die Familie Medici nach und nach die Macht usurpierte und zu Alleinherrschern der Republik wurden.

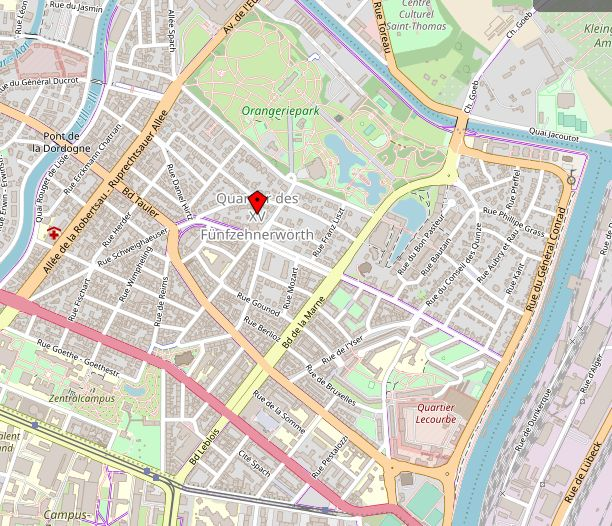
Quartier des XV Strasbourg

## Spuren des Fünfzehner Rats
Eines der Stadtviertel von Straßburg ist das Quartier des Fünfzehnerwörth (Quartier des XV), im Zentrum neben der Orangerie.